# Егзархат
Егзархат или егзархија је било која територијална јурисдикција (секуларна или црквена) на чијем се челу налази егзарх.

## Секуларна администрација Византије
- Афрички егзархат
- Равенски егзархат

## Црквена администрација

### Католицизам

#### Апостолски егзархати у Источним католичким црквама
- Апостолски егзархат у Њемачкој и Скандинавији
- Гркокатолички апостолски егзархат у Србији (до 2013. Гркокатолички апостолски егзархат у Србији и Црној Гори, сада Крстурска епархија)
- Апостолски егзархат у Чешкој Републици

#### Маронитски католички патријаршијски егзархати
- Патријаршијски егзархат Јерусалима и Палестине
- Патријаршијски егзархат Јорданије

#### Мелкитски гркокатолички патријаршијски егзархати
- Патријаршијски егзархат Кувајта
- Патријаршијски егзархат Истанбула
- Патријаршијски егзархат Ирака

#### Украјински гркокатолички егзархати
- Луцки егзархат

### Православље

#### Егзархати Васељенске патријаршије
- Мецовски егзархат (историјски)
- Филипински егзархат
- Егзархат парохија руске традиције у Западној Европи

#### Егзархати Православне цркве у Америци
- Мексички егзархат

#### Егзархати Руске православне цркве
- Белоруски егзархат
- Патријарашки егзархат западне Европе
- Патријарашки егзархат југоисточне Азије
- Егзархат Руске православне цркве у САД (историјски)

#### Остали
- Бугарски егзархат